# Ariadna nebulosa
Ariadna nebulosa är en spindelart som beskrevs av Simon 1906. Ariadna nebulosa ingår i släktet Ariadna och familjen sexögonspindlar. Inga underarter finns listade i Catalogue of Life.